# Les Corrivaus
Les Corrivaus est une comédie humaniste composée vers 1562, traduite de L'Arioste, publiée par Jean de La Taille en 1573, sans qu'une représentation soit attestée au XVIe siècle. 

## Intrigue
L'intrigue est inspirée, entre autres, du Décaméron de Boccace : deux jeunes gens, Filadelfe et Euverte,  sont amoureux de la même femme, et décident d'aller l'enlever le même soir. Ils iront en prison mais la découverte du lien de parenté entre Filadelfe et Fleurdelys (frère et sœur) entraîne le mariage de cette dernière avec Euverte.

## Originalités
- « Première comédie originale écrite en prose ou imitée des modèles italiens ; la seule de l’époque qui soit fondée sur un conte de Boccace, et la seule comédie en prose (mises à part les traductions) d’un auteur qui se rattache à la Pléiade. » (Denis L. Drysdall, Introduction de son édition, p. 7).

- « La Taille est le premier dramaturge français à considérer l’espace comique comme un lieu neutre de dialogue entre des personnages d’une même catégorie sociale – la « bourgeoisie » urbaine – et non plus comme une arène où s’affrontent des groupes sociaux et professionnels antagonistes. » (P. de Capitani, Du spectaculaire à l'intime, p. 131).

## Éditions
- Jean de La Taille, Les Corrivaux dans La famine, ou Les Gabéonites […] ensemble plusieurs autres oeuvres poëtiques de Jehan de La Taille de Bondaroy gentilhomme du pays de Beauce, & Jaques de la Taille son frere […], Federic Morel, Paris, 1573, page 65r. → Lire sur Gallica
- Jean de La Taille, Les Corrivaus. Comédie. Édition critique par Denis L. Drysdall, STFM, Paris, Nizet, 1974.
- Jean de La Taille, Les Corrivaus, éd. Monica Barsi, dans La comédie à l'époque d'Henri II et de Charles IX. Première série. Vol. 9, 1566-1573, Florence, Leo S. Olschki et Paris, PUF, 1997, p. 53-126.
- Jean de la Taille, Les Corrivaus, éd. Corinne Noirot, dans Jean et Jacques de La Taille, Théâtre complet, dir. François Lecercle, Paris, Classiques Garnier, 2024, p. 603-677.

## Traductions
- Jean de La Taille, The Rivals, translated with an introduction and notes by H. Peter Clive, Wilfried Laurier University Press, 1981.
- Autres ?

## Texte en ligne
Extrait d'Œuvres publiées d'après des documents inédits, par René de Maulde.

## Études
- Émile Chasles, La comédie en France au XVIe siècle, Paris, Librairie académique de Didier, 1862.
- Petit de Julleville, La Comédie et les mœurs en France au Moyen Âge, 1886.
- Harold Walter Lawton, « Les Corrivaus de Jean de La Taille », Contribution à l’histoire de l’humanisme en France : Térence en France au XVIe siècle, volume II, Imitation et influence, Genève, Slatkine, 1972, pp. 108-117.
- J. Truffier, « Le Théâtre au temps de Henri IV … Les Corrivaus et la farce du Pauvre Villageois », Conferencia, XXXe[Quoi ?] (1935-1936), pp. 226-230.
- P. Toldo, La comédie française de la Renaissance, Revue d'Histoire littéraire de la France, 1898.
- P. Toldo, « Comédies du XVIe siècle où l’inspiration classique et italienne est la plus forte », Revue d’Histoire Littéraire de la France, V, 1898, p. 554-603.
- E. Bottasso, « Les commedie di Ludovico Ariosto nel teatro francese del Cinquecento », Giornale Storico della Litteratura Italiana, 1951.
- L. Sozzi, « Boccacio in Francia nel Cinquecento », Il Boccacio nella cultura francese, a cura di C. Pellegrini, Florence, Olschki, 1971, pp. 328-346.
- Patrizia de Capitani, Du spectaculaire à l’intime. Un siècle de commedia erudita en Italie et en France, Paris, Champion, 2005, pp. 43, 129-131, 222-225, 380.
- Vincent Dupuis, « La réception de Boccace et de la comédie italienne dans Les Corrivaus de Jean de La Taille »,CRMH, 32/2016, p. 165-174, .